# Learned
Learned és una població dels Estats Units a l'estat de Mississipi. Segons el cens del 2000 tenia 50 habitants.

## Demografia
Segons el cens del 2000, Learned tenia 50 habitants, 22 habitatges, i 17 famílies. La densitat de població era de 64,4 habitants per km².
Dels 22 habitatges en un 22,7% hi vivien nens de menys de 18 anys, en un 54,5% hi vivien parelles casades, en un 18,2% dones solteres, i en un 22,7% no eren unitats familiars. En el 22,7% dels habitatges hi vivien persones soles el 18,2% de les quals corresponia a persones de 65 anys o més que vivien soles. El nombre mitjà de persones vivint en cada habitatge era de 2,27 i el nombre mitjà de persones que vivien en cada família era de 2,65.
Per edats la població es repartia de la següent manera: un 16% tenia menys de 18 anys, un 4% entre 18 i 24, un 24% entre 25 i 44, un 34% de 45 a 60 i un 22% 65 anys o més.
L'edat mediana era de 48 anys. Per cada 100 dones de 18 o més anys hi havia 100 homes.
La renda mediana per habitatge era de 40.625 $ i la renda mediana per família de 46.250 $. Els homes tenien una renda mediana de 33.750 $ mentre que les dones 31.250 $. La renda per capita de la població era de 18.511 $. Entorn del 27,8% de les famílies i el 23,2% de la població estaven per davall del llindar de pobresa.

## Poblacions més properes
El següent diagrama mostra les poblacions més properes.